# Crocidura pitmani
Crocidura pitmani is een zoogdier uit de familie van de spitsmuizen (Soricidae). De wetenschappelijke naam van de soort werd voor het eerst geldig gepubliceerd door Barclay in 1932.